# Teruki Miyamoto
Teruki Miyamoto, född 26 december 1940 i Hiroshima prefektur, Japan, död 2 februari 2000, var en japansk fotbollsspelare.
Han blev olympisk bronsmedaljör i fotboll vid sommarspelen 1968 i Mexico City.